# Hjortgölen, Östergötland
Hjortgölen är en sjö i Boxholms kommun i Östergötland och ingår i Motala ströms huvudavrinningsområde.